# Rollie Free

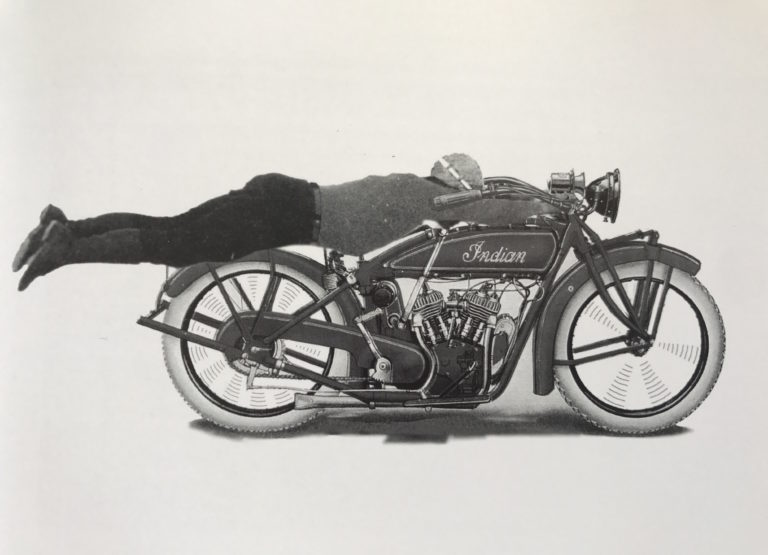
Rollie Free sobre una motocicleta Indian en 1920

Roland "Rollie" Free (18 de noviembre de 1900 - 11 de octubre de 1984) era un piloto motociclista estadounidense, conocido por batir en 1948 el récord de velocidad de motocicletas de su país en el Salar de Bonneville (Utah). Una fotografía de aquella jornada, con Free en bañador (completamente tumbado y estirado sobre la moto en plena marcha para reducir la resistencia del aire), ha sido descrita como una de las imágenes más famosas de la historia del motociclismo.

## Semblanza
Después de iniciarse de joven en la venta minorista de motocicletas, Free pasó a ser un piloto local en las décadas de 1920 y 1930, corriendo con motocicletas Indian. En 1923 probó fortuna en su primera carrera del Campeonato Nacional, las 100-Millas de Kansas City, pero no se calificó. Se especializó en pruebas de larga distancia, disputando en 1937 la Daytona 200 en el Circuito de la Playa. También estableció algunos récords estadounidenses en la Clase C de la Asociación Motociclística Americana, como una marca de 111.55 mph (179.52 km/h) lograda en Daytona en 1938 conduciendo una moto Indian Chief preparada por él mismo.
Se incorporó a las Fuerzas Aéreas como oficial de mantenimiento de aeronaves durante la Segunda Guerra Mundial; durante este tiempo, estuvo destinado en la Base Hill en Utah, donde conoció el Salar de Bonneville. En 1945, dejó el ejército y volvió a correr con las ya por entonces obsoletas motos Indian en pruebas de larga distancia y en intentos de récord de velocidad, así como en pistas de ceniza con motos de la marca Triumph.
En la mañana del 13 de septiembre de 1948, Free batió el récord de velocidad de motocicletas estadounidense pilotando la primera Vincent HRD (no está claro si se podría considerar una Black Lightning o una Black Shadow), propiedad del deportista californiano John Edgar y patrocinada por Mobil Oil, a una velocidad de 150.313 mph (241.905 km/h). Entre las características especiales de esta motocicleta Vincent figuran el primer amortiguador trasero, el primer sistema de levas en cabeza de competición Mk II, y los carburadores de competición montados horizontalmente. Free adoptó un estilo de conducción que ya había sido utilizado por otros pilotos, completamente estirado y tumbado boca abajo a lo largo del dorso de la motocicleta, minimizando así la resistencia al viento y colocando la mayoría de peso sobre la rueda trasera. Generalmente se pensaba que esta motocicleta era una Black Lightning, dado que procedía de un encargo a la fábrica y era 100 libras más ligera y 25 CV (19 kW) más potente que las Black Shadow de serie. En uno de sus libros, Phil Irving (uno de los diseñadores) afirmaba que se habían fabricado escasamente 16 unidades de este modelo. La Black Lightning fue la más veloz de todas las motocicletas producidas por la firma Vincent.
Para protegerse y estar más cómodo en tal posición, Free había desarrollado una ropa especial. Sin embargo, cuando su mono de cuero se desgarró en los primeros ensayos mientras circulaba a 147 mph (237 km/h), decidió no utilizarlo más y realizó una tentativa final sin chaqueta, pantalones, guantes, botas o casco. Free se tumbó sobre la motocicleta llevando tan solo un traje de baño, un gorro de ducha, y un par de zapatillas prestadas, inspirándose en su amigo y también piloto, el iron man Ed Kretz. Esta decisión no solo se tradujo en un nuevo récord, sino que también dio lugar a una de las fotografías más famosas de la historia del motociclismo, conocida como "la motocicleta del traje de baño", una instantánea tomada desde un coche que seguía a la moto en su recorrido sobre el Salar de Bonneville en Utah.
La motocicleta Vincent que se utilizó es a veces confundida con una máquina de la Serie B, al portar la marca BB en la carcasa de su motor, pero de hecho era una máquina modificada en la fábrica, reconocida como la primera Black Lightning o como el prototipo de las 30 unidades de este modelo construidas. La motocicleta siguió corriendo en los Estados Unidos hasta mediados de la década de 1960, y permaneció virtualmente intacta en la colección privada de Herb Harris de Austin, Texas. La motocicleta fue vendida por los gestores de la colección en noviembre de 2010 por un importe que se rumoreó que pudo alcanzar 1.1 millones de dólares, el precio más alto nunca pagado privadamente por una motocicleta.
Free posteriormente se trasladó a California y, después del final de su carrera como corredor, trabajó en el sector de servicios del automóvil. Murió en 1984, e ingresó póstumamente en el Salón de la Fama de la Motocicleta en 1998.